# حاكم الدولة

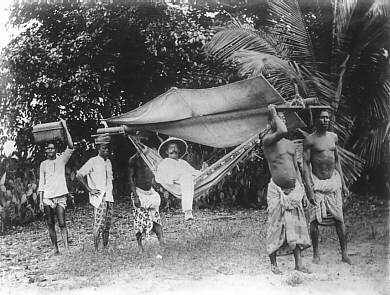

حاكم الدولة في العلوم السياسية، يختلط فيه مفهومان هما: رئيس الدولة وملك الدولة إلا أن ذلك كله يرجع إلى مفهوم أنظمة الدولة الموجود بها. وحاكم الدولة هو بمثابة، قائد الدولة وهو السلطة التي تمثل الدولة أمام بقية العالم. يشارك بذاته أو من خلال مندوبين في الاجتماعات الدولية، ويعين ويلتقي الوفود الدبلوماسية.
في نظام رئاسي كما هو الحال في الولايات المتحدة الأمريكية، رئيس الدولة (الرئيس) هو أيضا رئيس الحكومة، كونه رئيسا للسلطة التنفيذية في البلاد.
في نظام برلماني، على عكس ذلك، رئيس الحكومة (أو رئيس الوزراء) ينتخب من قبل البرلمان والذي يعتمد، على رئيس الدولة أو من قبل الشعب، ورئيس الدولة يمكن أن يكون منتخب من قبل البرلمان أو عاهل وراثي، في الحالة الأخيرة عادة ما يكون ملكا، ولكن يمكن أيضا أن يكون أميراً، مثل موناكو، أو إمبراطوراً كما في اليابان أو يحمل آي لقب نبيل،
في النظام النصف برلماني، كما هو الحال في فرنسا، رئيس الحكومة (رئيس الوزراء) يعتمد على البرلمان ورئيس الدولة (الرئيس) هو المنتخب شعبيا.
- العاهل هو المالك لأراضي الدولة في ظل نظام الإقطاع ومانح النبلاء أراضيهم والقابهم. يتخذ العاهل القاب مثل: فرعون، ملك، سلطان، إمبراطور، فرعون، قيصر، دوق أكبر، أمير، خليفة. وقد يكون العاهل ذكر وانثى في بعض الأماكن والازمنة، وقد يكون العاهل هو العاهل المطلق، أو يملك فقد بينما يحكم رئيس الوزراء - الذي يرئس الحزب الفائز بالانتخبات البرلمانية.
- مهام رئيس الدولة تختلف وفقا لشكل الحكومة التي يقررها الدستور وفقا لقوانين كل دولة.
- وفي الحالات التي يكون فيها رئيس الدولة غير منتخب، يكون دوره مجرد تمثيل رمزي أمام السلطة (إسبانيا، هولندا، الدنمارك، النرويج والسويد والمملكة المتحدة)، أو يمكن أن يبقي على كمية كبيرة من السلطة (المغرب أو بعض البلدان الآسيوية).
- وفي بعض الحالات يكون فيها منتخب، وشرعيته مقارنة برئيس حكومة والدستور يسلمه بعض السلطات. هناك حالات خاصة جدا، كما هو الحال في مدينة الفاتيكان.